# Čekánov
Čekánov (německy Tschekanow) je malá vesnice, část obce Krásná Hora v okrese Havlíčkův Brod. Nachází se asi 2,5 km na jih od Krásné Hory. V roce 2009 zde bylo evidováno 21 adres. V roce 2001 zde trvale žilo 24 obyvatel. Východně od osady protéká Perlový potok, který je levostranným přítokem řeky Sázavy.
Čekánov je také název katastrálního území o rozloze 2,41 km2.

## Historie
V letech 1869–1929 byl osadou obce Krásná Hora, v letech 1930–1960 samostatnou obcí, v roce 1961 se stal částí Krásné Hory.

## Obyvatelstvo
Podle sčítání 1930 zde žilo v 21 domech 132 obyvatel. 132 obyvatel se hlásilo k československé národnosti. Žilo zde 117 římských katolíků a 15 příslušníků Církve československé husitské.
| Rok            | 1869 | 1880 | 1890 | 1900 | 1910 | 1921 | 1930 | 1950 | 1961 | 1970 | 1980 | 1991 | 2001 |
| -------------- | ---- | ---- | ---- | ---- | ---- | ---- | ---- | ---- | ---- | ---- | ---- | ---- | ---- |
| Počet obyvatel | 133  | 139  | 138  | 150  | 143  | 128  | 132  | 87   | 75   | 59   | 44   | 24   | 24   |
| Počet domů     | 19   | 22   | 22   | 22   | 20   | 21   | 21   | 20   | .    | 18   | 15   | 19   | 19   |